# Planada (Kalifornija)
Planada je naseljeno područje za statističke svrhe u američkoj saveznoj državi Kalifornija. Prema popisu stanovništva iz 2010. u njemu je živjelo 4.584 stanovnika.